# (116) Sirona
(116) Sirona – planetoida z pasa głównego asteroid okrążająca Słońce w ciągu 4 lat i 222 dni w średniej odległości 2,77 j.a. Została odkryta 8 września 1871 roku w Clinton położonym w hrabstwie Oneida w stanie Nowy Jork przez Christiana Petersa. Nazwa planetoidy pochodzi od Sirony, bogini celtyckiej.